# Nya Zeelands förtjänstorden
Nya Zeelands förtjänstorden (engelska: New Zealand Order of Merit) är en förtjänstorden i det kungliga nyzeeländska ordenssystemet. Orden etablerades 30 maj 1996 genom ett kungligt påbud från Elizabeth II, Nya Zeelands då regerande drottning, för "personer som givit hedervärda tjänster till Kronan och nationen eller kännetecknade av sin eminens, talanger, bidrag eller andra förtjänster". I rang placerar sig orden omedelbart under Nya Zeelands orden.

## Historik
Före 1996 kunde nyzeeländare få motta olika brittiska ordnar och kungliga utmärkelser, inklusive Bathorden, Sankt Mikaels och Sankt Georgsorden, Brittiska imperieorden och Order of the Companions of Honour, liksom bli titelbärare av en Knight Bachelor-värdighet. Förändringen skedde via den nyzeeländska premiärministerns rådgivande ordenskommittés (1995), skapad i syfte att bedöma och presentera alternativ och förslag till ett eget ordenssystem för Nya Zeeland.
Ordens högste ansvarig är Nya Zeelands monark. Kansler och praktiskt ansvarig för att administrera utdelningen av orden till förtjänstfulla personer är Nya Zeelands generalguvernör.

## Varianter
Nya Zeelands monark är högste ansvarig för orden och generalguvernören dess "kansler". Utnämningar görs i fem olika klasser: 
- Knight eller Dame Grand Companion (GNZM)
- Knight eller Dame Companion (KNZM or DNZM)
- Companion (CNZM)
- Officer (ONZM)
- Member (MNZM)

Från 2000 till 2009 var Principal Companion (PCNZM) och Distinguished Companion (DCNZM) de två högsta ordensnivåerna, utan titulaturerna "Sir" eller "Dame".
Antalet mottagare av varianterna Knight och Dame Grand Companion (och Principal Companion) är begränsade till 30 levande personer. Därutöver är nya utnämningar begränsade till 14 Knight eller Dame Companion, 40 Companion, 80 Officer och 140 Members per år.
Vid sidan av de tre klassningarna finns det också tre olika typer av medlemskap i orden. Vanligt medlemskap är begränsat till medborgare i Nya Zeeland eller något av de andra 13 samväldesrikena. Extra (engelska: Additional) medlemmar, utsedda vid särskilda tillfällen, räknas inte in i de numeriska begränsningarna. Personer som inte är medlemmar av något samväldesrike kan ges "hedersmedlemskap", och om de senare blir medborgare i något samväldesrike blir de valbara för ett extra medlemskap.

## Insignier och andra distinktioner
- Halsbandet, buret endast av monarken och kanslern, utgörs av "länkar av den centrala medaljongen från märket och en "S"-formad koru, med Nya Zeelands riksvapen i sin mitt. Från riksvapnet hänger ordensmärket.
- Kraschanen är en åttauddig stjärna med på varje arm ett stiliserat omrbunksblad och ordensmärket överlagrat i mitten. Grand Companions bär en gyllene stjärna och Knight Companions en silverstjärna.
- Märket för de tre högsta klasserna är ett emaljerat kors i guld och vitt, med krökta spetsar och i sin mitt Nya Zeelands riksvapen med en grönt emaljerat ring med det inskrivna mottot For Merit Tohu Hiranga inunder en kunglig krona. Märket för Officers och Members är snarlikt men i förgyllt silver respektive silver. Grand Companions bär märket på ett band över den högra axeln (generalguvernören bär dock normalt sin som en halsdekoration istället för ett halsband); Knight Companions och Companions bär sitt märke i ett band runt halsen (män) eller i en rosett på den vänstra axeln (kvinnor). Officers och Members bär märket hängande i ett band på det vänstra rockslaget (män) eller i en rosett på den vänstra axeln (kvinnor)
- Bandet är i klart rödockra.

Det finns också miniatyrer och rockslagsmärken av de fem klasserna av Nya Zeelands förtjänstorden.
Knight/Dames Grand Companion och Knight/Dames Companion har rätten att bli betitlade som Sir (män) respektive Dame (kvinnor).